# Anno Lucis
Anno Lucis ("[u] godini Svjetlosti") je sustav datiranja koji se koristi u slobodnom zidarstu, u ceremonijalnim i svečanim prigodama. Ova slobodnozidarska kronologija dodaje 4000 godina gregorijanskom kalendaru, pa se, primjerice, godina 2025. bilježi kao 6025. Anno Lucis je po svom konceptu sličan židovskom računanju vremena poznatom kao Anno Mundi, koje također počinje od pretpostavljenog datuma stvaranja svijeta.

## Opis
Primjerice, godina 2025. po kršćanskom kalendaru (Anno Domini, skr. AD) odgovara godini 6025. po slobodnozidarskom računanju vremena, poznatom kao Anno Lucis (AL), što znači "godina svjetlosti". Ovaj sustav datiranja temelji se na dodavanju 4000 godina gregorijanskoj godini, čime se 4001. pr. Kr. uzima kao "nulta godina". Razvijen je u 18. stoljeću kao pojednostavljena verzija sustava Anno Mundi (godina svijeta), koji se koristi u hebrejskom kalendaru, a inspiriran je tadašnjim idejama o datumu stvaranja svijeta.
James Anderson preporučio je ovu kronologiju u svojim Konstitucijama iz 1723. kako bi se simbolički istaknula univerzalnost slobodnog zidarstva, usvajanjem vremenskog sustava koji je, barem u britanskom kontekstu tog vremena, bio neovisan o vjerskim podjelama. Početak slobodnozidarske ere postavljen je na 4000. godinu prije Krista. Slobodnozidarska godina jednako je duga kao gregorijanska, ali započinje 1. ožujka, što je povezano s činjenicom da je u vrijeme nastanka Andersonovih Konstitucija u Engleskoj još uvijek bio u upotrebi julijanski kalendar. Slobodnozidarska godina bilježi se tako da se trenutnoj gregorijanskoj godini doda 4000, a mjeseci se označavaju rednim brojem.
Nakon objavljivanja masoretskog teksta, procjena da je svijet stvoren oko 4000. godine pr. Kr. postala je uobičajena i široko prihvaćena. Tijekom razdoblja od 10. do 18. stoljeća, brojna izračunavanja temeljena na masoretskom tekstu predlagala su različite datume stvaranja, koji su varirali i po nekoliko desetljeća. Među najpoznatijima je izračun Isaaca Newtona, koji je također sugerirao godinu 4000. pr. Kr.
Unutar različitih procjena temeljenih na masoretskom tekstu, najprihvaćenijom u protestantskom svijetu postala je kronologija irskog nadbiskupa Jamesa Usshera, koji je godinu stvaranja datirao u 4004. Pr. Kr. Njegova je verzija postala posebno utjecajna jer je bila uključena u izdanja Biblije kralja Jakova. S druge strane, tradicionalni hebrejski kalendar, koji je standardizirao Hilel II u 4. stoljeću nove ere, smješta stvaranje svijeta u 3761. pr. Kr., oslanjajući se na Seder Olam Rabbah, koje je sastavio Jose ben Halafta oko 160. godine. Ta je kronologija također u skladu s djelom Preostali znaci prošlih stoljeća, u kojem muslimanski kronolog al-Biruni određuje anno mundi kao 3448. godina prije Seleukidske ere. Međutim, to nije u skladu s Seder Olam Zutta, kasnijim djelom iz 804. godine, koje smješta stvaranje u 4339. pr. Kr.
Slobodnozidarska godina obilježava se dvama važnim blagdanima — Ivanjem ljetnim (24. lipnja), posvećenim svetom Ivanu Krstitelju, i Ivanjem zimskim (27. prosinca), posvećenim svetom Ivanu Evanđelistu — koji se simbolično podudaraju s ljetnim i zimskim solsticijem.
Ovo slobodnozidarsko računanje vremena, koje dodaje 4000 godina i započinje 1. ožujka, najjednostavniji je i najčešće korišten, ali nije jedini. Tijekom stoljeća i među različitim redovima slobodnog zidarstva korišteni su i drugi kalendari, zbog čega datiranje masonskih dokumenata može biti izazovno.